# 螳螂小子
《螳螂小子》（英語：The Kung Fu Kid）是香港電視廣播有限公司製作的民初武打電視劇，全劇共15集，監製蕭顯輝，主演劉家輝、陳嘉輝、邵仲衡、黄子揚、胡櫻汶、羅莽、梁佩玲，於1990年12月7日海外發行，1994年12月3日在翡翠台播出。

## 演員表
- 劉家輝 飾 姜震北
- 陳嘉輝 飾 霍雲
- 邵仲衡 飾 蔡鍔
- 黃子揚 飾 姜威
- 胡櫻汶 飾 霍燕
- 羅葬 飾 霍耀南
- 梁佩玲 飾 小鳳仙
- 鍾淑慧 飾 袁劍虹
- 黃新 飾 袁世凱
- 承恩 飾 鄭新
- 吳詠紅 飾 姜靜